# 김용덕 (1950년)
김용덕(金容德, 1950년 10월 23일 ~ , 전북 정읍)은 대한민국의 행정 공무원이다.

## 학력
- 1969년: 용산고등학교 졸업
- 1974년: 고려대학교 경영학과 졸업(경영학사)
- 1979년: 미 워싱턴대학교 경영대학원 PRBP 금융과정 수료
- 1985년: 비 아테네오대학교 경영대학원 경영학 석사(MBA)
- 2008년: 미 UC버클리대학교 경제학부 Visiting Scholar

## 경력
- 1974.05: 제15회 행정고시 합격
- 1982.10 ~ 1986.06: 아시아개발은행(ADB) 재무담당관(Treasury Officer)
- 1989.04 ~ 1996.03: 재무부,국무총리실 과장; 재정경제원 예산실 과장
- 1996.04 ~ 1998.08: 대통령비서실 경제수석실 행정관
- 1998.08 ~ 1998.12: 재정경제부 국제금융심의관
- 1999.01 ~ 2001.04: 재정경제부 국제금융국장
- 1999.12 ~ 2003.03: G20 재무장관회의 한국수석대표 대리/차석대표
- 2001.04 ~ 2003.03: 재정경제부 제1대 국제업무정책관(국제담당차관보)
- 2003.03 ~ 2005.05: 제21대 관세청장
- 2005.05 ~ 2006.11: 제11대 건설교통부 차관
- 2006.11 ~ 2007.07: 대통령 경제보좌관
- 2007.08 ~ 2008.03: 금융위원회 위원장
- 2007.08 ~ 2008.03: 금융감독원장(겸직)
- 2008: 미국 캘리포니아대학교 버클리캠퍼스 경제학부 Visiting Scholar
- 2009.01 ~ 2017.11: 법무법인 광장 고문
- 2009.01 ~ 2018.02: 고려대학교 경영대학 초빙교수
- 2012.02 ~ 2018.06: 경제발전경험 공유사업 KSP 수석고문
- 2017.11 ~ 2020.11: 제53대 손해보험협회 회장

| 전임 이용섭 | 제20대 관세청장 2003년 3월 3일 ~ 2005년 5월 26일 | 후임 성윤갑 |

| 전임 김세호 | 제11대 건설교통부 차관 2005년 5월 26일 ~ 2006년 11월 27일 | 후임 이춘희 |

| 전임 윤증현 | 제6대 금융감독위원회 위원장 2007년 8월 4일 ~ 2008년 3월 5일 | 후임 전광우 (금융위원회 위원장) |